# Поликсен
Поликсен I Епіфан Сотер (*Πολύξενος ὁ Ἐπιφανῆς, ὁ Σωτήρ, д/н —100 до н. е.) — індо-грецький цар в Паропамісадах та Арахозії у 100 до н. е. (за іншою версією 85 до н. е.—80 до н. е.).

## Життєпис
Походив з династії Євтидемідів. Ймовірно був родичем (можливо сином або онуком) царя Менандра I. За однією з версій, у 95 році до н. е. зумів повалити царя Антіалкіда I, або став правителем Паропамісад з Таксилою десь близько 95 року до н. е. В подальші роки вимушений був боротися проти Геліокла II з Євкратидів. Згодом його суперником став Деметрій III. Але було повалено Філоксеном.
Втім, за іншою версією правив у 85—80 роках до н. е., боровся з Гермієм I, Архебієм та Геліоклом II за владу, тоді ймовірно повалено саками. Проте ця версія ще достеменно не підтверджена.
Відомі монети цього царя, де зображено самого Поликсена з діадемою, на зворотньому боці — Афіну Палладу з егідою. Більшість монет є срібними тетрадрахмами.